# Passiflora ulmeri
Passiflora ulmeri är en passionsblomsväxtart som beskrevs av M. Schwerdtfeger. Passiflora ulmeri ingår i släktet passionsblommor, och familjen passionsblomsväxter. Inga underarter finns listade i Catalogue of Life.